# Palazzo Comunale (Torrita di Siena)
Palazzo Comunale (o ex palazzo Pretorio) si trova a Torrita di Siena.

## Storia e descrizione
Il palazzo, comprendente la torre, risale al XIII secolo, ma fino ad oggi sono state apportate numerose modifiche e ristrutturazioni. Situato in piazza Giacomo Matteotti, piazza principale del paese, è il simbolo del potere locale.
Nel 1266 ospitava la sede amministrativa del podestà allora in carica ed è rimasto tutt'oggi la sede amministrativa del governo locale con i suoi uffici; inoltre vi è stato ricavato uno splendido teatro in corrispondenza del piano terra.